# Leptoneta microdonta
Leptoneta microdonta är en spindelart som beskrevs av Xu och Song 1983. Leptoneta microdonta ingår i släktet Leptoneta och familjen Leptonetidae. Inga underarter finns listade i Catalogue of Life.